# Холланд, Джон Генри
Джон Генри Холланд (англ. John Henry Holland; 2 февраля 1929, Форт-Уэйн — 9 августа 2015, Анн-Арбор) — американский учёный, профессор психологии, профессор электротехники и информатики в Мичиганском университете, Анн-Арбор. Один из первых учёных, начавших изучать сложные системы и нелинейную науку; известен как отец генетических алгоритмов.

## Биография
Родился в Форт-Уэйне, штат Индиана, в 1929 году. Он изучал физику в Массачусетском технологическом институте, где получил степень бакалавра наук в 1950 году. Затем изучал математику в Мичиганском университете, где получил степень магистра искусств в 1954 году и первую степень доктора философии в области информатики в 1959 году.
Являлся членом Центра по изучению сложных систем в Мичиганском университете и членом комитета поверенных и научного комитета Института в Санта-Фе.
Джон Холланд удостоен премии Макартура (1992). Являлся членом Всемирного экономического форума.

## Труды
Холланд часто читал лекции в разных странах мира о своих исследованиях, текущих исследованиях и открытых вопросах в изучении сложных адаптивных систем. В 1975 году он написал книгу о генетических алгоритмах «Adaptation in Natural and Artificial Systems». Он также разработал теорему схем.

## Публикации
Холланд является автором нескольких книг о сложных адаптивных системах, включая:
- 1975, Adaptation in Natural and Artificial Systems
- 1995, Hidden Order: How Adaptation Builds Complexity
- 1998, Emergence: From Chaos to Order

Избранные статьи:
- 1959, «A universal computer capable of executing an arbitrary number of subprograms simultaneously», in: Proc. Eastern Joint Comp. Conf. pp. 108–112.
- 1960, «Iterative circuit computers», in: Proc. Western Joint Comp. Conf. pp. 259–265.
- 1962, «Outline for a logical theory of adaptive systems», in: JACM, Vol 9, nr. 3, pp. 279–314.
- 1970, «Hierarchical descriptions, universal spaces, and adaptive systems», in: Arthur W. Burks, editor. Essays on Cellular Automata. University of Illinois Press. 1970
- 1989, «Using Classifier Systems to Study Adaptive Nonlinear Networks», in: Daniel L. Stein, editor. Lectures in the Sciences of Complexity. Addison Wesley. 1989
- 1990, «Concerning the Emergence of Tag-Mediated Lookahead in Classifier Systems», in: Stephanie Forrest, editor. Emergent Computation: self-organizing, collective, and cooperative phenomena in natural and computing networks. MIT Press. 1991
- 1992, «The Royal Road for Genetic Algorithms: Fitness Landscapes and GA Performance», in: Francisco J. Varela, Paul Bourgine, editors. Toward a Practice of Autonomous Systems: proceedings of the first European conference on Artificial Life. MIT Press. 1992
- 1994, «Echoing Emergence: objectives, rough definitions, and speculations for ECHO-class models», in: George A. Cowan, David Pines, David Meltzer, editors. Complexity: metaphors, models, and reality, Addison-Wesley. 1994
- 1995, «Can There Be A Unified Theory of Complex Adaptive Systems?», in: Harold J. Morowitz, Jerome L. Singer, editors. The Mind, The Brain, and Complex Adaptive Systems. Addison-Wesley. 1995
- 2000, «Board Games», in: John Brockman, editor. The Greatest Inventions of the Past 2000 Years. Phoenix. 2000.
- 2002, «What is to Come and How to Predict It.», in: John Brockman, editor. The Next Fifty Years: science in the first half of the twenty-first century. Weidenfeld & Nicholson. 2002